# Primecoin
Primecoin, Праймкойн (від англ. prime — просте число, англ. coin — «монета») — форк Bitcoin, пірінгова електронна платіжна система, що використовує однойменну криптовалюту. Головною його відмінністю є корисність обчислень. Система підтверджень блоку використовує числа як доказ роботи.
Праймкойн був розроблений людиною, що ховається під псевдонімом Sunny King, який також працював над створенням іншої криптовалюти — PPCoin. Вихідні коди поширюються за ліцензією MIT/X11.
Праймкойн прийнято позначати символом Ψ, як скорочення використовується XPM.
Станом на 27 грудня 2015 року вартість праймкойна складає 0.07 долара США, всього емітовано близько 13 мільйонів праймкойнів.

## Відмінності від Bitcoin
- Відмінності у системі підтвердження: Система підтвердження Bitcoin заснована на хешах,[4] які створюються по алгоритму SHA-256. При цьому при пошуку хешів вся обчислювальна потужність системи спрямована лише на підтримку власної економіки, тоді як в Primecoin при роботі системи виробляються корисні обчислення.[1][5] Система підтвердження Праймкойна заснована на пошуку довгих ланцюжків Куннінгама.[1][2]
- Більш висока швидкість генерації: Метою протоколу Біткойн є утримання швидкості генерації на величині 1 блок на 10 хвилин. У Праймкойні швидкість генерації підтримується на рівні 1 блок на хвилину.[5]
- Висока швидкість підтвердження транзакцій: Так як швидкість генерації блоків у Праймкойна в середньому вище, ніж у Біткойна в 10 разів, то і швидкість підтвердження транзакцій вище приблизно в 10 разів.[5]
- Плавна зміна складності: Складність майнінгу Біткойна змінюється кожні 2016 блоків (приблизно кожні 2 тижні), в Праймкойні вона змінюється на кожному блоці (за кожну хвилину).[5]
- Нагорода за блоки: Нагорода за блок Біткойну зменшується із зростанням кількості емітованих монет. У Праймкойні нагорода за блок залежить від складності пошуку блоку і дорівнює 999/складність2.[5]
- Відсутність премайну: Primecoin був запущений без попередньої генерації блоків 7 липня 2013 року
- Немає обмеження емісії: Емісія Біткойну контролюється протоколом і обмежена 21 000 000 BTC.[6] У Праймкойні кінцевий об'єм монет не зафіксовано, але регулюється законом Мура через переваги майнінгового обладнання і поліпшення алгоритму. На думку автора, такий підхід є більш реалістичною симуляцією браку золота.[2]

## Система підтвердження роботи
Система підтвердження роботи здійснена таким чином, що кожен учасник перевіряє роботу всієї мережі. Для виконання цієї вимоги розмір чисел не повинен бути дуже великим. Система підтвердження роботи мережі Primecoin має наступні характеристики:
- Числа Мерсенна виключають через їхні надзвичайно великі розміри.[2]
- Результатом роботи мережі є створення ланцюжків псевдопростих чисел.[2]
- Складність знаходження ланцюжків простих чисел зростає експоненціально зі збільшенням довжини ланцюжка.[2]
- Перевірка правильності ланцюжка псевдопростих чисел може бути легко проведена на всіх вузлах мережі (для перевірки простоти використовується тест Ферма з a=2).[2]
- Три типи ланцюжків простих чисел приймаються як підтвердження роботи:[2]

1. Послідовності Куннінгама першого роду.
2. Послідовності Куннінгама другого роду.
3. Подвійні ланцюжки простих чисел-близнюків.

- Геш від ланцюжка блоків множиться на довільне натуральне число і є першим числом у ланцюжку простих чисел.

## Програми для майнінгу
Для майнінгу Primecoin використовуються наступні програми:
- Оригінальний клієнт Primecoin-Qt
- Amaz Primelauncher 0.2
- jhPrimeminer 7.1
- Primecoin High Performance 11 (модифікована версія оригінального клієнту)

## Обмінники
Primecoin може бути куплений чи проданий на кількох обмінниках криптовалют
- Crypto-Trade
- mcxNow
- Vircurex
- Bter [Архівовано 11 червня 2016 у Wayback Machine.]
- Coins-e
- Coinex [Архівовано 23 травня 2016 у Wayback Machine.]
- Cryptsy